# César Oudin
César Oudin (¿1560?-1 de octubre de 1625), gramático, paremiólogo, lexicógrafo, traductor e hispanista francés.

## Biografía
Fue intérprete del rey en las lenguas alemana, italiana y española, según  se titula en las portadas de sus libros. Editó y tradujo la Galatea y la primera parte del Quijote.
Escribió una Grammaire espagnolle expliquée en Francois (1597) que, según revelaron investigaciones de Amado Alonso, sirvió de modelo a la mayor parte de las que después se escribieron en distintos países, como las de Heinrich Doergangk, Lorenzo Franciosini, Francisco Sobrino y Jerónimo de Texeda, entre otros. Pero él también tenía sus propias fuentes: la más directa, además de Antonio de Nebrija, es probablemente y sobre todo en cuanto a la estructura general de la obra la de Giovanni Miranda, de quien toma párrafos enteros e incluso ejemplos, aunque a veces reelabora sus materiales. Esta obra son las Osseruationi della lingua castigliana (Venecia: Gabriel Giolito de Ferrari, 1566); fuentes de menor calado son Jean Palet y Heinrich Hornkens. La Grammaire de Oudin se reimprimió en 1604, 1606 y 1610, pero la edición parisina de 1619 fue mejorada sustancialmente por la polémica que sostuvo con Ambrosio de Salazar; Oudin, que había sido desplazado por el español para instruir en esta lengua a Luis XIII, escribió una carta al rey denunciando el libro Espexo general de la Gramática de Salazar con una memoria de faltas y errores; Salazar contestó con un impreso de 1615, Response apologetique au libelle d’un nonmé Oudin, que declaraba una serie de errores que corrigió en esa edición parisina, y otros que notó en sus viajes realizados a España hasta ese año de 1619. La Grammaire de Oudin se tradujo incluso al latín y al inglés y contó con numerosas reimpresiones en francés.
En cuanto a su diccionario Tesoro de las dos lenguas francesa y española (1607) está elaborado principalmente sobre textos literarios y fue utilizado por John Minsheu, Franciosini, John Stevens y los autores de todos los diccionarios hispanoflamencos para elaborar los suyos; de la amplitud de sus miras da fe el que en él incluya léxico de germanía; Girolamo Vittori amplió este diccionario en su Tesoro trilingüe de 1609 con tres mil nuevas voces, y Oudin plagió a su vez las nuevas voces de su plagiario en la edición de su propio Tesoro de 1616.
Oudin fue también paremiólogo, y reunió una interesante colección de Refranes y proverbios castellanos traducidos al francés (1605), de la que se hicieron muchas reediciones.